# Stazione meteorologica di Tivoli
La stazione meteorologica di Tivoli è la stazione meteorologica di riferimento relativa alla città di Tivoli.

## Coordinate geografiche
La stazione meteorologica è situata nell'Italia centrale, in provincia di Roma, nel comune di Tivoli, a 238 metri s.l.m. e alle coordinate geografiche 41°58′N 12°46′E.

## Dati climatologici
Secondo i dati medi del trentennio 1961-1990, la temperatura media del mese più freddo, gennaio, è di +7,0 °C, mentre quella dei mesi più caldi, luglio e agosto, si attesta a +25,6 °C .
| Tivoli             | Mesi | Mesi | Mesi | Mesi | Mesi | Mesi | Mesi | Mesi | Mesi | Mesi | Mesi | Mesi | Stagioni | Stagioni | Stagioni | Stagioni | Anno |
| Tivoli             | Gen  | Feb  | Mar  | Apr  | Mag  | Giu  | Lug  | Ago  | Set  | Ott  | Nov  | Dic  | Inv      | Pri      | Est      | Aut      | Anno |
| ------------------ | ---- | ---- | ---- | ---- | ---- | ---- | ---- | ---- | ---- | ---- | ---- | ---- | -------- | -------- | -------- | -------- | ---- |
| T. max. media (°C) | 10,4 | 11,5 | 15,4 | 19,1 | 24,4 | 29,0 | 31,5 | 31,1 | 26,5 | 20,8 | 15,4 | 11,9 | 11,3     | 19,6     | 30,5     | 20,9     | 20,6 |
| T. min. media (°C) | 3,7  | 4,5  | 7,1  | 9,8  | 13,4 | 16,9 | 19,7 | 20,1 | 17,1 | 12,7 | 8,8  | 5,3  | 4,5      | 10,1     | 18,9     | 12,9     | 11,6 |